# Suncadia (Washington)
Suncadia es un área no incorporada ubicada en el condado de Kittitas en el estado estadounidense de Washington.

## Geografía
Suncadia se encuentra ubicado en las coordenadas 47°21′0″N 121°0′38″O / 47.35000, -121.01056.